# Lacs
Lacs é uma comuna francesa na região administrativa do Centro, no departamento Indre. Estende-se por uma área de 13,4 km². Em 2010 a comuna tinha 672 habitantes (densidade: 50,1 hab./km²).